# Máté Fenyvesi
Máté Fenyvesi (Jánoshalma, 20 de setembro de 1933 - 17 de fevereiro de 2022) foi um futebolista húngaro, que atuou como atacante.

## Carreira
Fenyvesi jogou pelo Ferencváros de 1953 a 1969, com o qual conquistou uma Copa da Hungria (1958), quatro campeonatos nacionais (1963, 1964, 1967 e 1968) e uma Taça das Cidades com Feiras (1965).
Atuou 76 vezes pela Seleção Húngara entre 1954 e 1966, com a qual obteve o terceiro lugar no Campeonato Europeu de 1964 e participou das Copas do Mundo de 1958 e 1962.

## Morte
Fenyvesi morreu em 17 de fevereiro de 2022 aos 88 anos de idade.